# أسطورة الغرباء
أسطورة الغرباء هي الرواية رقم 18 من سلسلة ما وراء الطبيعة التي تصدرها المؤسسة العربية الحديثة ضمن روايات مصرية للجيب للكاتب أحمد خالد توفيق تعد السلسلة أول سلسلة روايات عربية في أدب الرعب.

## أحداث الرواية
يسافر رفعت إسماعيل إلى سويسرا للأشتراك في مؤتمر طبى، وهناك يتلقى دعوة من فرديرك شوندر لزيارة مدينة بازل فيوافق رفعت على الدعوة، وفي نفس الوقت يسقط نيزك على قرية تدعى موندهاوزه بالقرب من بازل ويختفى النيزك بدون أي أثر، والتي يتصادف أن رفعت يزورها بعد أن دعه فرديرك شوندر إلى مسقط رأسه.
و بعد ذلك يحدث أحداث غريبة في القرية الهادئة، حيث يجد أحد الحطابين جثة لفتى يدعى بيتر شمارت وهو غارق في النهر، ويصاب أخوه هاينز شمارت بحالة عصبية، ويفقد جزء كبيرا من وزنه، ويتساقط جزء من الشعر في مؤخرة رأسه على هيئة دائرة كاملة الأستدارة، ويتصادف أن تصبح القرية معزولة عن العالم بسبب تساقط الثلوج التي تؤدى إلى غلق الممرات المؤدية إلى القرية.
تنتشر الأعراض التي أصابت هاينز شمارت بين الشباب والمراهقين في القرية، ويعتبر الأطباء الموجودين في القرية هذا نوعا من الوباء، وتقتل إنريكه ستورلى - خطيبة هاينز شمارت - في ظروف غامضة، وتتجه أصابع الاتهام إلى هاينز شمارت الذي تحتجزه الشرطة، ليجد الجميع جثة ثانية لفتى يدعى كارل، ويعتقد رفعت إسماعيل والأطباء الموجودين معه أن ما يحدث في القرية أن هناك تنظيما ما تسبب بكل هذه الجثث لأنهم عرفوا أكثر من اللازم، وهناك من يرجح أن يكون هؤلاء غرباء من الفضاء الخارجي.
و يأتي اليوم الذي تدعو فيه مارتا - سكرتيرة فرديرك شوندر - إلى الخروج إلى الغابة، ليعرف أنها من الغرباء ويبلغ مفتش الشرطة، ليخبره بأن يوافق على الخروج معها حتى يقبضون على هذا التنظيم متلبسين، فينفذ رفعت ما طلبه منه، ليفأجا رفعت بأن المفتش من الغرباء أنفسهم ليحيطوا به ليجعلوه ينضم إليهم، ليفأجا رفعت في النهاية بأن كل هذا مجرد كابوس ثقيل.

## أبطال الرواية
- رفعت إسماعيل : طبيب أمراض الدم والأستاذ الجامعي الكهل المقيم بالقاهرة، نحيل، أصلع، ذو عوينات، يعاني من كتيبة من الأمراض منها على سبيل المثال لا الحصر : القرحة المعدية، ضيق الشرايين، الربو الشعبي، التهاب الرئة، آلام المفاصل، قلق، متشائم، نحس يقع في المصائب.
- فرديرك شوندر : طبيب سويسري يدعو رفعت إسماعيل وعدد آخر من الأطباء لزيارة قريته، ويفأجا بالأحداث الغريبة التي تحدث فيها.
- مارتا:سكرتيرة فريدريك شوندر

## آراء ونقاش حول الرواية
- آراء القراء حول رواية أسطورة الغرباء على موقع أبجد
- لمعرفة المزيد من التفاصيل والآراء حول الموضوع راجع منتدى شبكة روايات التفاعلية